# Taupo (jezero)
Jezero Taupo (maorski: Taupō-nui-a-Tia ili Taupōmoana) je površinski najveće prirodno jezero Novog Zelanda, a nalazi se na vulkanskoj visoravni, u središtu Severnog ostrva, u kalderi istoimenog vulkana. Sa površinom od 616 km2 predstavlja drugo po veličini slatkovodno jezero u Okeaniji, posmatranoj u geopolitičkom smislu, nakon jezera Marej u Papua Novoj Gvineji.
U zalivu, na severoistočnoj obali jezera leži istoimeni grad, dok se u jugoistočnom delu jezera nalazi ostrvo Motutaiko.

## Geografija
Jezero Taupo ima obim od približno 193 km i maksimalnu dubinu od 186 m. Njegove glavne pritoke su reke Vaitahanui, Tongariro i Tauranga Taupo, dok vode jezera odvodnjava Vaikato, najduža reka Novog Zelanda. Jezero je čuveno po ribolovu na pastrmku, čije se zalihe obnavljaju uvođenjem potočne i kalifornijske pastrmke.
Nivo jezera kontroliše Merkuri Enerdži koristeći kapije izgrađene 1940–41. Merkuri Enerdži su vlasnici osam hidroelektrana na reci Vaikato, nizvodno od jezera Taupo. Kapije se koriste za suzbijanje poplava, racionalno upravljanje vodama i obezbeđivanje minimalnog protoka od 50 m3/s u reci Vaikato. Saglasnost o resursima dozvoljava da nivo jezera varira između 355,85 i 357,25 metara (1,167,5 i 1,172,1 stopa) iznad nivoa mora.

## Spoljašnje veze
- Jezero Taupo